# Sally Walton
Sally Ellen Walton (Southport, 10 de junio de 1981) es una exjugadora británica de hockey sobre césped y fútbol.

## Trayectoria
Walton debutó con la selección británica en el año 2005. Tuvo su primera participación olímpica en Londres 2012. En el torneo olímpico derrotó, en el partido por el tercer puesto, a Nueva Zelanda y obtuvo la medalla de bronce.

### Fútbol
Walton empezó a practicar fútbol de joven, mientras también practicaba hockey. Debutó  con la camiseta del Aston Villa en 2003.